# Калао негроський
Калао негроський (Rhabdotorrhinus waldeni) — вид птахів родини птахів-носорогів (Bucerotidae).

## Поширення
Ендемік Філіппін. Поширений лише на Західних Вісайських островах: його початковий ареал включав острови Панай, Негрос і Гуймарас, але на останньому острові він уже зник, а в Негросі решта лісових масивів настільки обмежені, що, ймовірно, не гніздиться там більше. Тому сьогодні переважна більшість популяції проживає на Панаї. Тут він мешкає в тропічних лісах на висоті 300-1200 м над рівнем моря і розмножується у великих дуплах дерев.

## Опис
Птах досягає довжини тіла від 60 до 65 сантиметрів. Довжина дзьоба у самців становить від 14 до 15,8 см, а у самиці трохи менше, від 11,4 до 12,5 сантиметрів. У самця червоно-коричнева голова, шия і верхня частина грудей. Оперення тіла і крил, навпаки, повністю чорне з металевими зеленими відблисками на верхній частині тіла. Хвіст чорний з широкою білою центральною смугою. Біла ділянка хвоста часто забарвлена в червонувато-коричневий колір через секрет, що виробляється уропигійною залозою. Дзьоб червоний, шолом об'ємний і закінчується приблизно посередині дзьоба. Неоперені ділянки навколо ока і великий горловий мішок мають жовтий або оранжевий колір. Очі червоні, ноги і ступні чорні. Самиці трохи менші від самця. Його голова і шия повністю чорні; чорним також є гола шкіра навколо очей. Горловий мішок, навпаки, блідо-жовтий. Очі червонувато-карі.